# 7146 Konradin
7146 Konradin è un asteroide della fascia principale. Scoperto nel 1960, presenta un'orbita caratterizzata da un semiasse maggiore pari a 3,0087666 UA e da un'eccentricità di 0,1149942, inclinata di 9,42333° rispetto all'eclittica.